# モン・スニ (列車)

1957年時点のTEE網におけるモン・スニ

モン・スニ(Mont Cenis)は、1957年から2003年までフランスのリヨンとイタリアのミラノをフレジュス鉄道トンネル経由で結んでいた国際列車である。1957年から1972年まではTEEであり、その後1980年からはインターシティ、1996年からはユーロシティとなった。
列車名はフレジュストンネルのフランスでの通称であるモン・スニトンネル(Tunnel du Mont Cenis)に由来する。定冠詞 le をつけてル・モン・スニと呼ばれることもある。

## 歴史

モン・スニの走行経路と停車駅

### TEE
1956年9月30日、リヨン - ミラノ間にフランス国鉄の気動車（一等車のみ）を用いた列車が運行を開始し、「トランザルパン(Transalpin)」と命名された。ダイヤはミラノを朝発車して昼過ぎにリヨンに到着、折り返し夕方にリヨンを出て深夜にミラノに着くというもので、リヨン - ミラノ間の所要時間は6時間余りであった。
1957年6月2日のTEE発足とともにこの列車はTEEの一列車とされ、「モン・スニ」と改名された。TEE化とともに所要時間は短縮され、1958年冬には5時間22分から24分となった。また途中のシャンベリでは、フランス国鉄の気動車列車「ル・カタラン(Le Catalan)」（ジュネーヴ - ポルトボウ、後のカタラン・タルゴ）と接続した。使用車両は1960年にイタリア国鉄の気動車に変わった。
しかし1960年代以降、フレジュストンネルの前後にある30パーミル以上の勾配のため、速度の向上は頭打ちとなった。他のアルプス越えのTEEでは、電車や電気機関車牽引の客車を使用することで高速化を果たしていたが、モン・スニの経路ではフランス側が直流1500Vの第三軌条方式（1976年まで）、イタリア側が三相交流電化（1961年まで）というそれぞれ特殊な電化方式を用いていたためこれも難しかった。
1967年からはモン・スニと逆のダイヤ（朝リヨン発、夕方トリノ発）でリヨン - トリノ間を結ぶ（TEEではない）気動車列車「イル・ピエモンテ(Il Piemonte)」が運行されたが、利用低迷のため1971年に廃止された。さらに、このころにはフランスやイタリアのTEE用気動車は他国の気動車や客車に比べて設備が見劣りし、TEEにふさわしくないとされるようになっていた。このためモン・スニは1972年10月1日からTEEではない一般の特急列車(train rapide)に格下げされた。
TEEから他の種別へ変更された例としてはこれ以前には1971年のラインプファイルがあるが、これはインターシティという新種別の発足にともない西ドイツ国内発着のTEEをインターシティに変更したためであり、純粋な格下げはモン・スニが初である。

### 一等特急、インターシティ
1972年10月1日からモン・スニはTEEではない特急列車となり、使用車両は以前用いられていたのと同型のフランス国鉄の気動車となった。この時期も座席は一等のみであった。
1978年5月28日から、モン・スニは電気機関車牽引の客車列車となり、同時に二等車を連結するようになった。1980年6月1日から国際列車に対してインターシティの種別が用いられるようになると、モン・スニは国際インターシティの一つとなった。
また1981年9月にTGVがパリ - リヨン間で運行を開始すると、リヨンでTGVとモン・スニを乗り継ぐことができるようになり、パリ - ミラノ間を直通のTEEシザルパンよりも短い8時間強で移動できるようになった。
1987年にユーロシティが発足した時も、モン・スニはインターシティのままであった。このころリヨン - ミラノ間の所要時間は6時間を超えており、表定速度が80km/hを下回っていたためユーロシティの要件（表定速度90km/h以上）を満たしていなかった。

### ユーロシティ
1996年9月29日からモン・スニはユーロシティとなり、イタリア国鉄の振り子式車両であるETR460に変わった。これによりリヨン - ミラノ間の所要時間は約1時間短縮された。同時にリヨン - トリノ間に同型車両を用いたユーロシティ二往復が設定され、「モンジネヴロ(Montginevro)」、「フレジュス(Frejus)」と命名された。1998年冬にはリヨン - トリノ間のユーロシティが一往復削減される一方で、もう一往復はリヨン - ミラノ間に延長された。
しかしETR460は故障が多く、2000年5月26日を最後にモン・スニの運用から退き、以後は再び客車列車となった。さらに2003年12月14日のダイヤ改正でモン・スニなどリヨン - ミラノ間のユーロシティは廃止された。

### 現況・将来
2010年夏ダイヤ時点においては、リヨン市内の駅とミラノを直接結ぶ列車は存在しない。パリ - ミラノ間には3往復のTGVがあり、これとリヨン - シャンベリ間の列車をシャンベリで乗り継ぐことができるが、列車によってはシャンベリで30分以上の待ち時間が必要となる。なおTGVのうち一往復はリヨン郊外のリヨン・サン＝テグジュペリTGV駅に停車する。
2021年よりイタリア国鉄がパリ - ミラノ間を結ぶフレッチャロッサを運行し、リヨン駅を経由する。
フランスのローヌ＝アルプ地域圏とイタリアのピエモンテ州は、フレジュス鉄道トンネルの改修工事完了後に両地域を結ぶ列車を運行することに合意している。

### 年表
- 1956年9月20日 : リヨン - ミラノ間で「トランザルパン」運行開始。
- 1957年6月2日 : トランザルパンを「モン・スニ」と改名、TEEとなる。
- 1972年10月1日 : 特急列車(train rapide)に種別を変更し、TEEではなくなる。
- 1978年5月28日 : 客車列車化され、二等車を連結するようになる。
- 1980年6月1日 : インターシティとなる。
- 1996年9月26日 : ETR460電車を用いたユーロシティとなる。
- 2000年5月27日 : 再び客車列車となる。
- 2003年12月14日 : 廃止。

## 停車駅一覧
TEE時代のモン・スニの停車駅は以下の通り。
- リヨン・ペラーシュ駅
- シャンベリ駅 (Chambéry)
- モンメリアン駅 (Montmélian)
- サン・ジャン・ド・モーリエンヌ駅 (Saint-Jean de Maurienne)
- モダーヌ駅 (Modane)
- バルドネッキア駅
- ウルクス駅
- トリノ・ポルタ・ヌオーヴァ駅 (Torino Porta Nuova)
- トリノ・ポルタ・スーザ駅 (Torino Porta Susa) - 1959年5月31日以降停車。
- ミラノ中央駅

## 車両・編成

### 気動車

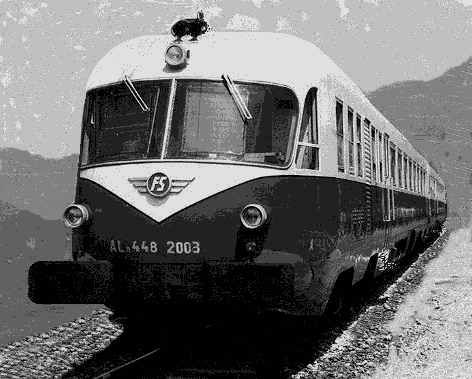
ALn442/448形気動車

気動車列車時代のトランザルパン、モン・スニに用いられた車両は以下の通り。
| 期間                          | 所属         | 形式                     | 編成              |
| ----------------------------- | ------------ | ------------------------ | ----------------- |
| 1956年9月20日 - 1960年5月28日 | フランス国鉄 | X2771形(X 2770, RGP TEE) | 2両編成、全一等車 |
| 1960年5月29日 - 1972年9月20日 | イタリア国鉄 | ALn442-448               | 2両編成、全一等車 |
| 1972年9月21日 - 1978年5月27日 | フランス国鉄 | X2771形                  | 3両編成、全一等車 |

これらの車両はいずれも冷房を備えておらず、1960年代から70年代においてはTEEにふさわしくないとされた。このためモン・スニは1972年にTEEから格下げされた。
なお1967年から1971年まで運行されていたイル・ピエモンテはフランス国鉄のRGP気動車を用いていた。これも全車一等車であったが、TEE仕様ではなかった。

### 客車・機関車
1978年以降モン・スニは電気機関車が客車を牽引する列車となった。当初は一等車はイタリア国鉄のVSE(Eurofima)客車(Carrozza Eurofima)が、二等車はフランス国鉄のコライユ客車が用いられていた。1980年時点においては一等車2両、二等車4両の編成であった。後に一等車もフランス国鉄のコライユとなり、1993年時点では一等車1両半、二等車5両半（1両は合造車）となった。
2000年に再度客車列車化されてからはイタリア国鉄（トレニタリア）の客車が用いられた。
牽引した機関車はリヨン - モダーヌ間ではフランス国鉄のCC6500形(CC 6500)やBB26000形、モダーヌ - トリノ（ポルタ・ヌオーヴァ駅）間はイタリア国鉄のE.656形(E.656)やE.632形、トリノ - ミラノ間はE.444形(E.444)などである。

### 電車

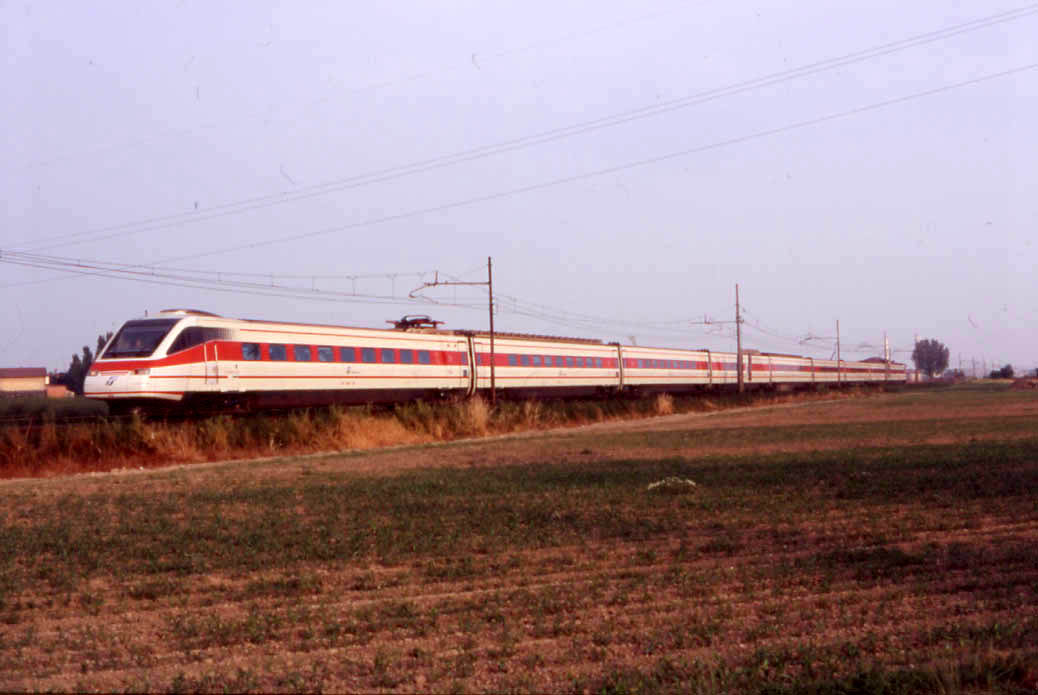
ETR460形電車

1996年から2000年まで、モン・スニなどリヨン - トリノ、ミラノ間のユーロシティはイタリア国鉄のETR460電車を用いていた。一等車3両、食堂車1両、二等車5両の9両固定編成であった。